# 新桥街道 (漳州市)
新桥街道，是中华人民共和国福建省漳州市芗城区下辖的一个乡镇级行政单位。

## 行政区划
新桥街道下辖以下地区：
下沙社区、前锋社区、解放社区、红星社区、新竹社区、元南社区、华港社区、悦华社区、新城社区、诗浦社区、浦州社区和悦港社区。